# To minutter for sent
To minutter for sent er en dansk kriminalfilm fra 1952, instrueret af Torben Anton Svendsen og skrevet af Peer Guldbrandsen.

## Medvirkende
- Poul Reichhardt
- Grethe Thordahl
- Astrid Villaume
- Gunnar Lauring
- Louis Miehe-Renard
- Erik Mørk
- Johannes Meyer
- Poul Müller
- Jeanne Darville
- Per Buckhøj
- Bjørn Puggaard-Müller
- Karl Stegger